# Xysticus ovatus
Xysticus ovatus là một loài nhện trong họ Thomisidae.
Loài này thuộc chi Xysticus. Xysticus ovatus được Eugène Simon miêu tả năm 1876.